# 愛の妖精
『愛の妖精』（あいのようせい、フランス語: La Petite Fadette）は、フランスの作家ジョルジュ・サンドが書いた小説。1849年初版。原題は「小さなファデット」の意。フランスの田園地方を舞台に、双子の兄弟と野性的な少女ファデットの成長と恋愛が、繊細な筆致でみずみずしく描かれる。

## あらすじ
コッス村の農家の家に、美しい双子（一卵性双生児）の男の子が生まれる。父親は誰からか「双子はお互いの愛情が強すぎて、離ればなれになると生きていけない」と聞いていて、それがちょっと心配だった。
双子はすくすく成長し、次第に性格の違いができてきた。弟ランドリーは陽気で快活で、兄のシルヴィネは優しいがちょっと内気だった。しかし仲は良く、いつも一緒だった。
生活が苦しくなったこともあり、双子のどちらかを奉公に出そうということになり、ランドリーが志願する。シルヴィネには奉公は耐えられないだろうと思ったからだ。事実、離ればなれになることでシルヴィネは見るも哀れなくらい落胆していた。
村の子供たちに魔法使いとおそれられている老婆・ファデばあさんには、二人の孫がいた。姉・ファデットは小柄で、痩せていて、色は黒くておしゃべりで、からかい好きで、子供たちに敬遠されていた。もちろん双子も苦手だった。あだなは「こおろぎ」。弟は「ばった」と呼ばれていた。
シルヴィネは、ランドリーが奉公先の娘や新しくできた友達と遊んでいると思うと、どうしようもない疎外感におそわれた。そんなある日、シルヴィネが行方不明になった。ランドリーは兄が命を絶とうとしているのではないかと、慌てて探しに行くが見つからない。絶望に目の前が真っ暗になりかけた時、ファデットが現れ、シルヴィネの居場所を教えてくれた。シルヴィネは無事見つかった。
ランドリーはそれまでファデットとろくに話したことがなかったが、事件以降、話す機会も増え、ファデットが物知りで、踊りが上手で、また根は優しくて気だてのよい娘だということに気付く。ランドリーはファデットに惹かれていく。ファデットもまたランドリーと付き合ううちに、身だしなみに気を遣ったり優しい気持ちを素直に表したりするようになる。それまでファデットは自分は醜いと思い、周りもそう思っていたのだが、見違えるように変わっていく。
二人の仲が深まってきたことを知ってシルヴィネはいてもたってもいられなくなる。父親も世間体を気にして反対する。ランドリーは理解してもらおうと懸命だが、シルヴィネが泣き出し、見かねたファデットは自分が村を出て行くと言い出す。

## 登場人物
ファデット（ファンション・ファデ）
ファンションは本名フランソワーズの略称。ファデットは「こおろぎ」の意。すぐ憎まれ口を叩くが、子どもたちには密かに人気がある。
ランドリー
双子の弟。体力があり奉公に出る。最初は嫌っていたファデットに好意を抱くようになる。
シルヴィネ
双子の兄。体が弱い。双子の弟と引き離されるのを嫌がっている。
「ばった」
ファデットの弟。
ファデばあさん
ファデの祖母。魔法使いとおそれられている。

## 日本語訳
- 『愛の妖精（プチット・ファデット）』、宮崎嶺雄訳、岩波文庫、1936年
- 『愛の妖精』、小林正訳、角川文庫、1953年
- 『愛の妖精』、田中倫郎訳、学習研究社《世界青春文学名作選》、1962年
- 『愛の妖精』、足沢良子訳、岩崎書店、1963年
- 『愛の妖精』、谷村まち子訳、偕成社《少女世界文学全集》、1964年
- 『愛の妖精』、篠沢秀夫訳、旺文社文庫、1966年　のち中公文庫
- 『愛の妖精』、桜井成夫訳、講談社《世界名作全集》、1967年
- 『愛の妖精』、権守操一訳、評論社、1973年
- 『愛の妖精』、南本史訳、カバー・挿絵若林三江子、ポプラ社、1985年

## 映像化
- Fanchon the Cricket (1915年、メアリー・ピックフォード主演、監督: ジェームズ・カークウッド)
- 連続シルエット『愛の妖精』（1959年、劇団かかし座による影絵劇。NHK総合テレビで放映。）
- フィリップ・チボー監督・メラニー・ベルニエ主演『愛の妖精』（2004年。日本版DVDはアイ・ヴィー・シー〈世界映像文学全集〉所収[1]。）

## 関連作品
- 『ラ・プティット・ファデット』 著:しかくの - 「愛の妖精」を原案とする漫画。ミステリー要素も追加されている。
- 『ファンション・ファデ』 著:名香智子　- 本名フランソワーズの主人公はこの作品の主人公のあだ名と同じく、父親から愛をこめてファデと呼ばれている。